# 平良進
平良 進（たいら すすむ、1934年12月18日 - 2024年1月27日）は、沖縄県出身の俳優、演出家。ACO沖縄所属。劇団「綾船」主宰。妻は女優の平良とみ。

## 略歴
- 1934年 - 宮古島の平良に生まれる。
- 1946年 - 「翁長小次郎一座」に入団。
- 1950年 - 一座の先輩女優である比嘉とみと結婚。
- 1956年 - 沖縄本島に拠点を移し「ときわ座」に入団。
- 1971年 - 劇団「潮」の旗揚げに参加。代表を務める。
- 1982年 - 劇団「綾船」を創設。
- 1999年 - 沖縄県指定無形文化財「琉球歌劇」保持者の認定を受ける。
- 2019年 - 沖縄県文化功労者を受賞[1]。
- 2024年1月27日 - 老衰のため宜野湾市宜野湾の自宅で死去。89歳没[1]。

## 人物
- 高嶺剛監督や中江裕司監督作品など、沖縄を舞台とする映画やテレビ番組に多数出演。
- 沖縄芝居の第一人者として舞台をこなす一方、演出も手掛けた。
- 昭和57年に妻と共に立ち上げた劇団「綾船」で後進の指導にもあたっていた。

## 出演

### 映画
- 「パラダイスビュー」（1985年）
- 「ウンタマギルー」（1989年）
- 「うみ・そら・さんごのいいつたえ」（1991年）
- 「きこぱたとん」（1993年）
- 「BEAT」（1999年）
- 「夢幻琉球つるヘンリー」（1999年）
- 「ナビィの恋」（1999年）
- 「MABUI」（1999年）
- 「豚の報い」（1999年）
- 「ニライカナイからの手紙」（2005年）
- 「真夏の夜の夢」（2009年）
- 「やぎの冒険」（2011年）
- 「変魚路」主演（2017年）
- 「返還交渉人 いつか、沖縄を取り戻す」（2018年）
- ばんたが島（2023年公開予定） - おじい 役[2]

### テレビドラマ
- 「ちゅらさん」（2001年 NHK）
- 「最後の絆 沖縄・引き裂かれた兄弟 〜鉄血勤皇隊と日系アメリカ兵の真相〜」（2011年 フジテレビ）
- 「純と愛」（2012年 NHK）
- 「返還交渉人 -いつか、沖縄を取り戻す-」（2017年、NHK BSプレミアム）
- 「甲子園とオバーと爆弾なべ」（2019年 NHK）

### 舞台
- 「亀岩奇談」（2023年）[3]